# Matriu hermítica
Una matriu hermítica és una matriu complexa que és igual a la seva conjugada-transposada. S'anomena així en honor de Charles Hermite.
Així, una matriu (quadrada) d'elements complexos és hermítica si i només si un element a la filera i i columna j és igual al conjugat complex de l'element de la filera j i columna i, és a dir : per tots els índexs i, j:
{\displaystyle a_{i,j}={\overline {a_{j,i}}}}
(cal recordar que el conjugat complex {\displaystyle {\overline {z}}} d'un nombre complex {\displaystyle \ z} és aquell nombre amb la mateixa part real i la part imaginària oposada).
Un exemple de matriu hermítica és el següent:
{\displaystyle {\begin{bmatrix}3&2+i\\2-i&1\end{bmatrix}}}
En particular, una matriu real és hermitíca si i només si és simètrica.
Qualsevol matriu hermítica n x n és normal, i per consegüent és diagonalitzable. La matriu diagonal obtinguda només té elements reals: en altres paraules, els valors propis d'una matriu hermítica sempre són reals. A més, els subespais propis de la matriu són ortogonals de dos en dos: existeix una base ortonormal de {\displaystyle \mathbb {C} ^{n}} constituïda amb vectors propis de la matriu.